# Buxton, North Carolina
Buxton är en ort i Dare County i delstaten North Carolina, USA.